# European Cosplay Gathering
L'European Cosplay Gathering, letteralmente «Raduno europeo di cosplay», in sigla ECG, è una competizione internazionale di cosplay. Ogni Paese aderente alla manifestazione seleziona, tramite una gara preliminare, la propria squadra di cosplayer rappresentanti, che consta di un singolo e un gruppo. Le finali sono ospitate dalla Japan Expo che si svolge annualmente in Francia, a Parigi. I Paesi sfidanti sono attualmente 15: Portogallo, Repubblica Ceca, Germania, Svizzera, Belgio, Regno Unito, Danimarca, Finlandia, Svezia, Spagna, Italia, Francia, Paesi Bassi, Austria, Polonia.
L'evento si svolge dal 2011 e ogni edizione prende il nome di «stagione» (in inglese Season).

## Regolamento
I partecipanti gareggiano indossando costumi tratti da anime, manga, fumetti, videogiochi, film, serie TV, J-Pop. I cosplay scelti dovranno fare riferimento ad artwork e character design ufficiali; il concorso, difatti, non ammette creazioni personali e fanart.
I cosplayer possono partecipare in due diverse categorie: solo per i singoli, group per i duo o i trio. Ogni partecipante mette in scena una performance della durata massima di 1 minuto e 15 secondi per i singoli, 2 minuti e 30 secondi per i gruppi, cercando di raccontare un momento saliente della storia riguardante il singolo o il gruppo di personaggi interpretati.
Ogni giurato può elargire 30 punti per il costume e 30 punti per la performance, così suddivisi:
Per i costumi: 
- Precisione (10 punti)
- Dettagli (10 punti)
- Complessità e tecniche (10 punti)

Per la performance: 
- Recitazione (15 punti)
- Qualità del supporto video e utilizzo degli oggetti di scena (5 punti)
- Creatività ed intrattenimento (10 punti)

## Risultati

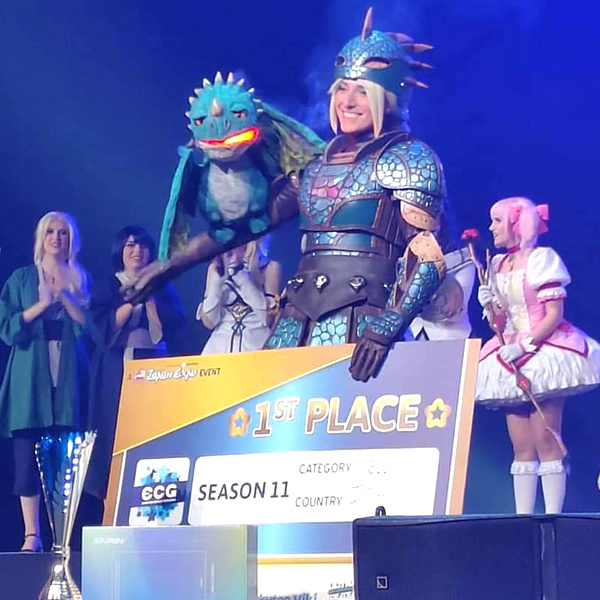
Domadraghi Cosplay vince il primo posto nella categoria "solo" nel 2023

| Stagione | Anno | Solo        | Solo          | Solo        | Group       | Group         | Group       | Best Wig    |
| Stagione | Anno | Primo posto | Secondo posto | Terzo posto | Primo posto | Secondo posto | Terzo posto | Best Wig    |
| -------- | ---- | ----------- | ------------- | ----------- | ----------- | ------------- | ----------- | ----------- |
| 1        | 2011 | Italia      | -             | -           | Portogallo  | -             | -           | -           |
| 2        | 2012 | Germania    | Svizzera      | Francia     | Francia     | Danimarca     | Italia      | -           |
| 3        | 2013 | Polonia     | Regno Unito   | Svizzera    | Francia     | Regno Unito   | Danimarca   | -           |
| 4        | 2014 | -           | -             | Italia      | -           | -             | -           | -           |
| 5        | 2015 | Francia     | Paesi Bassi   | Danimarca   | Danimarca   | Germania      | Francia     | Regno Unito |
| 6        | 2016 | Francia     | Spagna        | Regno Unito | Francia     | Finlandia     | Romania     | Danimarca   |
| 7        | 2017 | Finlandia   | Belgio        | Spagna      | Svizzera    | Spagna        | Francia     | -           |
| 8        | 2018 | Polonia     | Germania      | Svizzera    | Rep. Ceca   | Germania      | Svizzera    | -           |
| 9        | 2019 | Belgio      | Francia       | Svezia      | Francia     | Spagna        | Svezia      | Italia      |
| 10       | 2022 | Spagna      | Germania      | Italia      | Francia     | Germania      | Rep. Ceca   | Finlandia   |
| 11       | 2023 | Italia      | Danimarca     | Austria     | Regno Unito | Paesi Bassi   | Danimarca   | Rep. Ceca   |

## Rappresentanti italiani
| Stagione | Anno | Singolo             | Singolo                             | Gruppo                          | Gruppo                                              |
| Stagione | Anno | Rappresentante      | Cosplay                             | Rappresentanti                  | Cosplay                                             |
| -------- | ---- | ------------------- | ----------------------------------- | ------------------------------- | --------------------------------------------------- |
| 8        | 2018 | Nadiask             | (Games of Thrones)                  | Elektra, Josey                  | Robin Hood e Lady Marian (Robin Hood)               |
| 9        | 2019 | Capuozzo            | Monster Hunter (Monster Hunter)     | Misa, Sho, Mindfreak            | Sanderson Winifred, Mary e Sarah (Hocus Pocus)      |
| 10       | 2022 | NekoNeko Artcosplay | Alice (Alice in Wonderland)         | Ominobuffo, Roby, Terrible King | Barbie e Ken (Toy Story 3)                          |
| 11       | 2023 | Domadraghi Cosplay  | Astrid (How to train your dragon 3) | Sasil Cosplay                   | Winter Fairy, Witch Responsible for Spring (Sakizo) |

## Eventi ed organizzazioni partner
- Lucca Comics & Games
- Japan Expo
- Animecon Classic[7]
- Yunicon
- Dreamhack Winter
- Salon del Manga Barcelona[8]
- Desucon Frostbite
- J-Popcon[9]
- CosXpo
- FACTS Spring
- Polymanga
- Animuc[10]
- Animefest
- Iberanime
- Pyrkon